# Simț

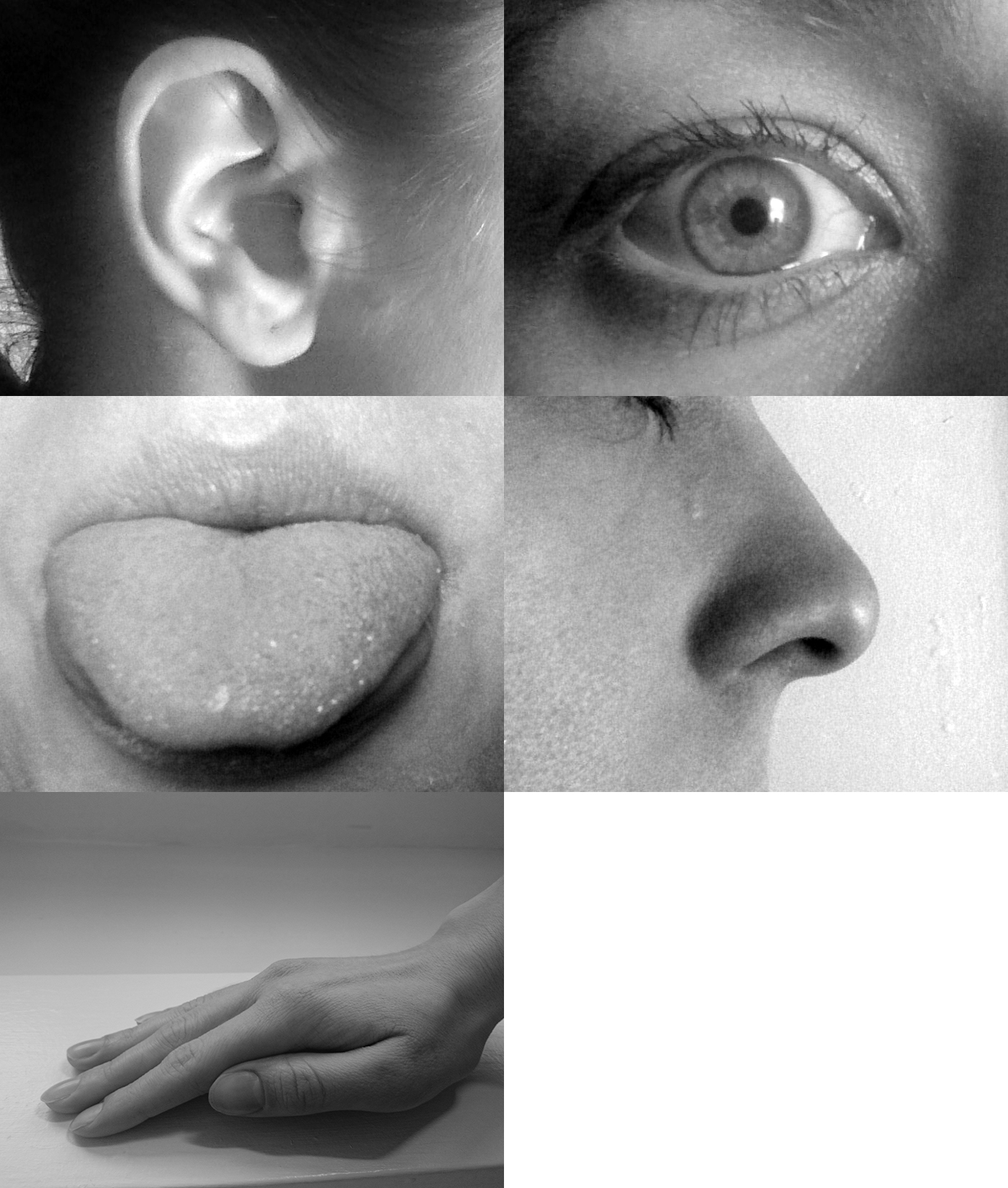
Cele 5 cele mai cunoscute simțuri

Simțul este denumirea unei percepții fiziologic a organismelor cu ajutorul sistemului senzorial.

## Cele cinci simțuri clasice
În mod tradițional, există cinci simțuri, pe care Aristotel deja le-a descris.
1. a vedea, percepție vizuală cu ochii
2. a auzi, percepție auditivă cu urechile
3. a  mirosi, percepție olfactivă cu nasul
4. a gusta, percepție gustativ cu limba
5. a pipăi, percepție tactilă cu  pielea

Sistemul nervos are un sistem senzorial dedicat fiecărui simț.

## Sinestezia
În Sinestezia este diafonie între senzații de natură diferită, care dau impresia că sunt unul simbolul celuilalt.

## „Al șaselea simț”
Termenul „al șaselea simț” este adesea folosit atunci când cineva a observat ceva inconștient, în sensul de" percepție extrasenzorială" (abilități Psi, telepatia, clarviziunea, precognitia).

## Exemple de simțuri
- Simțul vizual (văzul)
- Simțul auditiv (auzul)
- Simțul olfactiv (mirosul)
- Simțul gustativ (gustul)
- Simțul tactil (mecanorecepția)
- Simțul termic (termocepția)
- Simțul timpului (cronocepția)
- Simțul spațiului
- Simțul setei
- Simțul foamei
- Simțul mâncărimii
- Simțul presiunii
- Simțul orientării
- Simțul durerii (nocicepția)
- Simțul mișcării (propriocepția)
- Simțul preaplinului
- Simțul nevoii de oxigen
- Simțul echilibrului (echilibriocepția)
- Simțul oboselii